# 代理
代理 （だいり） とは、ある者に本人に代わって一定の行為を行う権限（代理権）が与えられている場合に、その者（代理人）が行った行為の効果が本人に帰属する制度。

## 私法上の代理の特徴
代理の権利義務関係では、代理を依頼した人物を本人、代理を行う者を代理人と呼び、これら以外の代理の当事者を相手方と呼ぶ。代理人が代理を行う権限を代理権 ( Vertretungsmacht ) といい、その行為の効果を本人に帰属させる意思を代理意思という。代理の効果は直接本人に帰属する。
代理は代理人と相手方との代理行為の内容によって、代理人が代理権の範囲内で相手方に対して意思表示をする場合（能働代理）と、第三者が代理人に対して意思表示をする場合（受働代理）があるが、現実の代理人は相手方に意思表示を行ったり相手方からの意思表示を受け取ったり両方を行うことがほとんどであるので現実の代理を能働代理と受働代理に峻別することは多くの場合できない。
代理に関しては大陸法と英米法で法的構造に根本的な相違がある。

### 大陸法での特徴
大陸法では代理人が本人の名において行動することを相手方に開示する直接代理と、第三者との関係では自己の名において行動した上で別個の取引で本人にそれによって生じた権利や義務を移転する間接代理が区別され、間接代理は真の意味での代理ではないとされている。代理と区別される概念として「取次ぎ」がある。代理は他人の名において他人の計算において行為するのに対して、取次ぎは、自己の名において他人の計算において行為するものである。
また、代理は行為の行為主体と効果帰属主体を分割する制度である。本人が行った意思決定を伝達するにすぎない使者とは異なり、代理人が、代理権の範囲で、代理人自身の判断で意思決定を行う。

#### 代理権の発生原因
代理には任意代理と法定代理の2種類があり、代理権の発生原因はそれぞれ異なる。
- 任意代理 - 代理権は本人から代理人へ代理権を授与するという授権行為によって発生する。

本人から代理人への授権行為に基づく代理権を任意代理権といい、任意代理権をもつ者を任意代理人という。
- 法定代理 - 代理権は法律の規定により発生する。

法律の規定に基づく代理権を法定代理権といい、法定代理権をもつ者を法定代理人という。

#### 授権行為の性質
大陸法における任意代理の場合、本人と代理人の関係は委任契約等の契約によって本人と代理人との関係が形成される。しかし、19世紀半ばにイェーリングやラーバントによって本人と代理人の間には契約とは別に授権行為があると考えられるようになった。

#### 代理行為の本質
ヨーロッパ大陸法では代理の効果が本人に帰属する根拠について、本人行為説、代理人行為説、共同行為説などが唱えられ積極的に議論された。
- 本人行為説
- 代理人行為説
- 共同行為説

#### 代理制度の趣旨
代理制度の趣旨には私的自治の拡張と私的自治の補充がある。
- 私的自治の拡張 - 代理人を利用することにより本人の法的な活動の領域を拡張させることができる。主に任意代理制度に妥当する趣旨である。
- 私的自治の補充 - 代理人を利用することにより本人の法的な活動をより確実なものにすることができる。主に法定代理制度に妥当する趣旨である。私的自治の拡充とも称される。

ヨーロッパ大陸法では18世紀に代理法が発展したが、私的自治の拡張は代理の効果が本人に帰属する根拠とされた。

#### 顕名主義
フランス民法典など大陸法の代理では代理人は本人の名で契約等を行う顕名主義が原則になっている。
本人のためにする意思を相手方に示すことを顕名、代理行為に顕名を要求する制度を顕名主義といい、これは相手方が法律効果の帰属先を誤認しないようにするための制度である。ただし、大陸法では代理の効果が本人に帰属する理由を私的自治の拡大により正当化したため、代理の対象がもっぱら法律行為に狭められたといわれている。

### 英米法での特徴
大陸法では代理の対象はもっぱら法律行為とされているが、英米法では事実行為も含めて代理法の対象とされている。
アメリカの代理法も含めて英米法の代理法の起源はイギリスの判例法にある。M.シュミットホフによると、12世紀から13世紀には国王の勅許があれば一種の弁護士を雇うことが認められていたほか、教会法の影響、商事法や商慣習法などをもとに英米法の代理法理論は大陸法よりも早く形成された。ただし、古くから取引上の仲介者は存在したが、代理人として一括りに論じられるようになったのは1810年代からである。
一方、英米法では契約法が発展する17世紀から19世紀より前の、14世紀から15世紀にかけて信託制度が発展していた。このような背景から英米法では受託者も代理人も信認義務を負う受認者（fiduciary）として扱われてきた。
英米法には直接代理と間接代理の区別がなく、本人か代理人かいずれの名で行動したかにかかわらず、代理人は代理人として行動する限り、本人の存在が相手方に開示されなくても原則的に代理の効果は本人に生じる。

#### 信認関係
英米法、特に米国法では代理、信託、後見などの関係は（英米法上の）契約とはみなされず、信認関係（fiduciary relation）という特別な関係と考えられている。アメリカ合衆国のリステイトメントでは代理が信認関係（fiduciary relation）であることが宣言されている（第3次代理法リステイトメント1.01条）。この信認関係の概念はヨーロッパ大陸法にはない概念である。
英米法、特に米国法では本人と代理人の関係は契約関係と捉えられていない。英米法では契約が成立するには約因（対価）が必要とされているが、無償の代理人も存在するように英米法では代理関係は約因がなくても成立する。
特に英米法では信認関係に基づいて本人はいつでも代理人に対して指示を与えたり監督を行うことができ、本人と代理人の間の契約で本人の指示監督権を制限しても、代理法に基づいて本人に指示命令を与えることができる（契約違反は別の問題となる）。本人が判断能力を失った場合に備えて代理権を授与する行為は伝統的な英米の代理法では無効とされていたが、アメリカ各州では持続的代理権法が制定されこのような場合に備えた代理権の付与が認められるようになった。

#### 後見等との関係
英米法には大陸法の法定代理にあたる制度がない。英米法では信認関係に基づいて本人はいつでも代理人に対して指示を与えたり監督を行うことができるとされており、それが困難な場合（大陸法における未成年者に対する法定代理など）の代理制度は英米法には原則として存在しない。英米法ではこのような場合に代理を便法とすることを認めておらず、例えば親であっても未成年者の財産を処分する場合には後見人に就任しなければならない（ただし、親には子の医療行為等に関して同意権が認められている）。

#### 代理関係の成立
英米法では代理関係の成立には当事者間の意思によって成立する。ただし、当事者間の合意に基づかない関係に代理法理が適用される例も多く、米国法では持続的代理権をもつ本人代理人、裁判所が任命した代理人、訴状の送達を受ける権限を認められた州の訟務担当者などには代理法理が適用されている。

#### 隠れた本人の法理
英米法の代理法には、代理人として行為していることを相手方や第三者に知らせなくても本人と代理人との間に契約を成立させる隠れた本人の法理（doctrine of undisclosed principal）があり、顕名主義はとられていない。

## 日本法における私法上の代理
以下において、特に断りなく条文に言及するときは、民法の条文を指す。

### 代理制度

#### 大陸法の継受
代理は、本人に代わって別の人間が意思表示を行うことにより、その効果が本人に帰属する制度をいう。代理によってなされる法律行為のことを代理行為と呼ぶ。
なお、会社などの法人の場合、その法人の構成員が法人のために法律行為を行う場合も広義の代理に含まれる。この場合は、特に代表という。文言上「代表」とあっても、「代理」を意味することがある。
日本の民法典は大陸法をもとに形成された。
民法99条は「代理人がその権限内において本人のためにすることを示してした意思表示は、本人に対して直接にその効力を生ずる。」として顕名主義を採用し、「意思表示」という限定によって契約や単独行為を対象に想定している。
代理制度は法律行為において効果帰属主体と行為主体を分割する制度であるから不法行為や事実行為には適用がない。また、本質的に本人の意思が必要とされる身分行為（婚姻や養子縁組など）についても適用はない。これらの行為は代理に親しまない行為と呼ばれる。

#### 代理の要件
代理の効果が本人に帰属するには以下の要件が必要とされる。
1. 代理行為があること。(本人のためにすることを示すこと)
2. 代理人の法律行為が有効に存在すること
3. 代理行為が代理権の範囲内にあること
4. 本人の権利能力 - 本人が権利能力なき社団・財団の場合や、胎児の場合には本人の権利能力が問題となる。

※一般に民法学では代理について、本人と代理人の代理権関係、代理人と相手方の代理行為関係、本人と相手方の効果帰属関係の三面関係に分けて論じられることが多い。したがって、以下ではそれぞれの法律関係について順に述べる。

### 代理権（代理権関係）
代理が効力を生じるためには、まず、本人からの授権行為あるいは法律の規定によって代理人が代理権を有していることが必要である。本人からの授権行為による場合が任意代理、法律の規定による場合が法定代理である。
- 任意代理権
本人から代理人への授権行為の性質は、代理権を本人から代理人へ授与するという当事者間の合意（代理権授与契約）であり、通説ではこの契約は無名契約であると考えられている（無名契約説）。なお、授権行為を契約ではなく単独行為とみる説もある。古くは任意代理の内部関係は委任契約であると考えられたため、任意代理を委任代理と呼ぶことがある。しかし、委任以外の契約を内部契約として成立する任意代理も存在すると考えられるようになり、また、問屋のように委任でありながら代理権が無い場合もあるため、「委任代理」の語はあまり用いられなくなった。
任意代理の場合、代理権の範囲は代理権の発生原因となった契約等の解釈によって決定されるが、定めのない場合については、次の範囲で代理権を有する（103条1号、2号）。
  1. 保存行為（同条1号）
  2. 代理の目的である物又は権利の性質を変えない範囲内において、その利用又は改良を目的とする行為（同条2号）

- 法定代理権
法定代理の場合は、代理権の範囲は法令で定められることが多いが、定めのない場合は103条による。

代理権のない者（無権代理人）が代理人として行為した場合は、後述の無権代理となる。
自己契約や双方代理など代理権の限界については108条に定めがある。また、代理人が数人ある場合には各代理人が単独で代理権を行使できる（単独代理）。ただし、代理人が共同して代理行為をしなければ代理が有効とされない場合もある（これを共同代理という）。共同代理には818条3項の場合などがある。
本人が死亡したり、代理人が死亡又は破産し、あるいは後見開始の審判を受けたときには代理権は消滅する（111条1項1号、2号）。代理権が委任に基づいて発生した場合は、委任が終了したときにも代理権は消滅する（同条2項）。このほか法定代理の場合には代理権の消滅事由につき特段の規定が設けられている場合がある。なお、商行為の委任による代理権については、商法に特則があり、本人の死亡によっては消滅しないものとされている（商法第506条）。

### 代理行為（代理行為関係）
代理によってなされる法律行為のことを代理行為と呼ぶ。
- 顕名主義
代理行為の成立要件は代理意思（本人のためにする意思）の表示である。代理人は本人のためにすることを示して意思表示をしなければならない（99条1項）。それを怠ると、自己のためにしたものとみなされる（100条本文、ただし、相手方が代理人の代理意思を知っていた場合は例外）。
なお、商行為の代理では反復性や迅速性が重視されるため、顕名主義は採用されておらず、商行為の代理人が顕名をしない場合であっても、その行為は本人に対して効力を生ずるものとされ、例外的に相手方が代理人が本人のためにすることを知らなかったときには代理人に対して履行の請求をすることを妨げないものとされている（商法504条）。
- 代理行為の瑕疵
代理行為は本人の行為ではなく、代理人自身の行為であるから、代理における行為の主体は代理人になる。したがって、代理行為の瑕疵は、原則として本人ではなく代理人自身について定めるべきものである。もっとも、特定の法律行為の委託については例外がある（101条）。
- 代理人の行為能力の問題
代理人は行為能力者であることを要しない（102条）。ただし、法定代理については本人を保護するため特段の規定により行為能力が要求される場合がある。その例としては、未成年者（制限行為能力者）に子がある場合に、その子に対する親権は未成年後見人（行為能力者）が行使するものと定めた867条などがある。

### 効果帰属関係
代理人が有効になした代理行為の法律効果はすべて本人に直接的に帰属することになる。代理人に帰属した法律効果が本人に移転するわけではない。

### 無権代理
本人から代理権を授与された代理人が代理権の範囲内で行う有効な代理行為を有権代理というが、これに対して無権代理とは、広義には本人の代理人と称する者に代理権がない代理行為をいい（広義の無権代理）、この広義の無権代理は表見代理と狭義の無権代理に分けられる（通説は表見代理は広義の無権代理の一種であるとするが、学説の中には表見代理は本質的に無権代理とは異なるものであるとみる説もある）。

#### 表見代理
代理権なしに代理人と称する者が代理意思をもって行為をしても、当該行為は無権代理となり代理としての効果は否定されるが、代理権の存在について本人の責に帰するところによって本人と代理人と称する者の間に代理関係があるかのような一定の外観が生じており、相手方がそれを過失なく信じた場合は、表見代理として有効な代理と同様の扱いを認め、相手方は代理行為上の効果を本人に対して主張できることになる。これを表見代理という。

#### 狭義の無権代理
狭義の無権代理とは、本人を代理する権限がないにもかかわらず、代理人と称する者が勝手に本人の代理人として振る舞うことをいう（113条1項）。
狭義の無権代理の相手方は、民法の定めるところにより、催告権（114条）、取消権（115条）、無権代理人の責任の追及（117条）などの手段を選択できることになる。

### 商事代理
商法上、商行為の代理（商事代理）については特則が置かれている。
- 非顕名代理

商行為の代理については特則があり、代理人が本人のためにすることを示さないでこれをした場合であっても、代理が成立する（商法第504条、善意の相手方は代理人に対して履行の請求をすることも可能）。
- 本人の死亡

営業の断絶を生じさせないため、商行為の委任による代理権は、本人の死亡によっては、消滅しない（商法第506条）。
- 手形行為における代理

手形法上の代理については、手形行為を参照。

## 行政法における代理

### 行政作用における代理
- 法律行為的行政行為のうち、形成的行為にあたる。

- 権限の代理

行政機関が、本来の行政庁の権限の全部又は一部を、代理することで、権限が本来の行政庁から代理機関に移動しない。
- 法定代理

- 指定代理

本来の行政庁が事故にあうなど権限を行使できない場合に、法律の定めに従い指定された行政庁が代わって権限を行使すること。
- 狭義の法定代理

法律の定める機関が当然に代理権を行使する。
- 授権代理

本来の権限を有する行政機関が、権限の一部の行使を他の機関に任せることで、授権された機関は、本来の権限を有する行政機関の名と責任おいてその権限を行使する。
被代理庁の授権による代理で補助機関に代理させる場合は専決といい法律の根拠を必要としない。例：地方自治法153条1項

### 日本の行政組織における職務代理
日本国憲法下の内閣においては、国務大臣をもって補職する各省大臣（主任の大臣）の職、国務大臣をもって充てる大臣庁等の委員長・長官の職について、組閣・改造等の人事の都合で直ちに新任者・後任者の発令ができないとき、あるいは既に在任している当該大臣等（内閣総理大臣自身を含む）が海外出張・病気等で一時的に職務の遂行ができないときは、臨時にその職務を代わりに行うことを命ずる辞令が内閣総理大臣から発出される。この場合の代理者の職位の名称は、次のようになっている。
- 内閣総理大臣の職務を行う者 - 内閣総理大臣臨時代理
- 各省大臣の職務を行う者 - 何大臣臨時代理（例: 総務大臣臨時代理）
- 大臣庁等の委員長・長官、内閣府特命担当大臣の職務を行う者
  - 内閣総理大臣自らがこれに当たる場合 - 何委員長事務取扱、何長官事務取扱
  - 内閣総理大臣以外の国務大臣がこれに当たる場合 - 何委員長事務代理、何長官事務代理、内閣府特命担当大臣事務代理

経済企画庁の前身的な組織として存在した経済安定本部（のうち経済安定本部設置法に基づく後期のもの）の総裁は内閣総理大臣の充て職であり、かつ、法令の末尾に署名をする主任の大臣として扱われたため、「経済安定本部総裁臨時代理」とされた。
これらの代理等の職名を用いて公文書に署名する際は、当該職名に続けて氏名、ではなく、「何大臣臨時代理 （改行） 国務大臣 氏名」のように、「国務大臣」の職名を同時に用いて自らの職位をも示すこととなっている（ただし、内閣総理大臣が自ら当たる場合のみ当該部分は「内閣総理大臣」となる）。
なお、会計検査院長については「会計検査院長職務代行」が、人事院総裁については「人事院総裁職務代行」が、大臣庁等でない委員会の委員長については「事務」の字が入らない「何委員会委員長代理」が、府省庁の局長等については「何省何局長事務代理（上司による場合は事務取扱）」の職名がそれぞれ使用される。

### 行政機関に申請する代理
行政機関等への申請を行う際の代理については公法上の要式行為の一種とされる。申請代理を参照。